# Menge (Adelsgeschlecht)

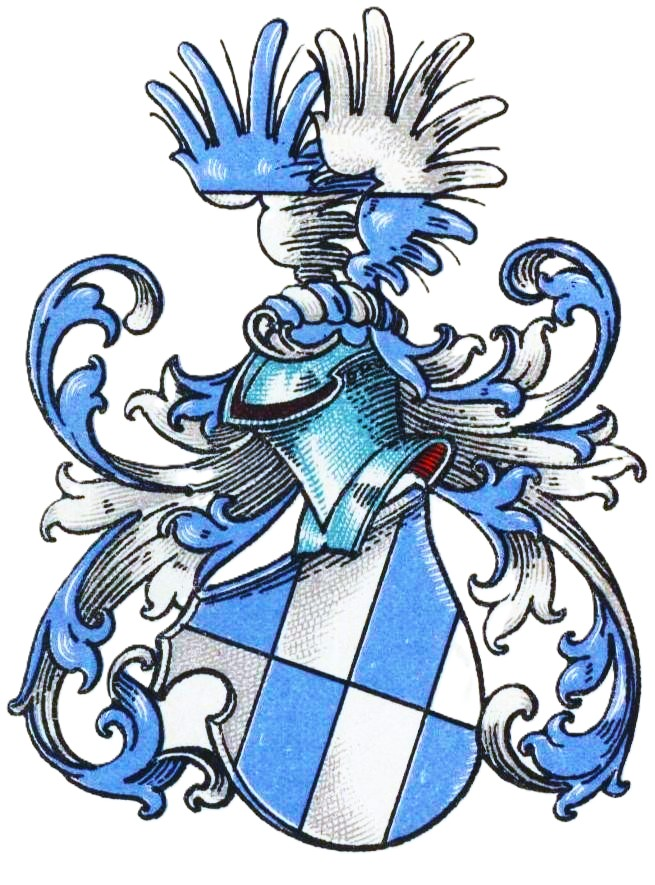
Wappen derer von Menge im Wappenbuch des Westfälischen Adels

Menge (auch: Mengen) ist der Name eines im 19. Jahrhundert erloschenen westfälischen Patrizier- und Adelsgeschlechts.

## Geschichte
Familie Menge war ein Soester Patrizier- bzw. Stadt- und Landadelsgeschlecht. Es ist seit den 1380er Jahren mit einem Hermann Menge in der Soester Bürgerschaft vertreten. Ab ca. 1400 sind sie am Sassendorfer Salzwerk beteiligt und der Sassendorfer Sälzergenossenschaft zugehörig. Ab dem zweiten Viertel des 15. Jahrhunderts sind sie auch vielfach im Rat der Stadt und 1517 in der patrizischen Stern-Gesellschaft nachweisbar. Die Familie stellte in der Neuzeit neun Soester Bürgermeister und damit die meisten, wie die Lünen in der älteren Zeit davor.
In Soest saßen die Menge im Westen der Stadt, im Steingraben, der Höggenstraße, am Schonekind und in der Brüderstraße. In der Soester Börde saßen sie im 17. Jahrhundert auf Gütern bei Borgeln sowie im 17. und 18. Jahrhundert auf Fahnen, das sie von den von Klepping erbten. Denn Johann Wilhelm von Menge hatte 1724 Johanna Margaretha Elisabeth von Klepping geehelicht. Ferner besaßen sie im 18. und 19. Jahrhundert das Rittergut Schweckhausen, dass der „adeliche Patricier“ Johann Ludolf Wilhelm von Menge 1766 gekauft hatte.
Leopold von Ledebur zählt auch Karl Mengen von Hörde, Oberst und Kommandant des Kürassierregiments Gondrecourt, der am 22. April 1723 unter dem Namen „von Mengen Freiherr von Hörde“ in den Freiherrenstand erhoben wurde, und dessen Nachkommen, u. a. die Brüder Carl, Wilhelm und Adolph Freiherren von Mengen, zur Familie. Ernst Heinrich Kneschke lässt dies offen.
Laut Max von Spießen erlosch das Geschlecht mit dem Tod von Johann Florenz Ludolf Wilhelm von Menge am 30. Januar 1804.

## Persönlichkeiten
- Albert von Menge († 1501), 4-facher Soester Bürgermeister
- Johann von Menge († 1508), 5-facher Soester Bürgermeister
- Anton von Menge († 1536), 10-facher Soester Bürgermeister
  - Detmar von Menge (1552) († 1552), Sohn von Anton von Menge, Soester Bürgermeister
  - Jasper von Menge († 1568), Sohn von Anton von Menge, 5-facher Soester Bürgermeister
- Detmar von Menge (1599) († 1599), Enkel des o. g. Bürgermeisters Johann von Menge, 6-facher Soester Bürgermeister
- Otmar von Menge (1669) († 1669), Enkel des o. g. Bürgermeisters Jaspar von Menge, 12-facher Soester Bürgermeister
  - Detmar von Menge (1723) († 1723), Sohn von Otmar von Menge, 6-facher Soester Bürgermeister
- Johann Wilhelm von Menge († 1760), Urenkel des Bürgermeister Detmar von Menge (1599), 2-facher Soester Bürgermeister

## Wappen
Blasonierung: Der Schild einmal schrägrechts und dreimal schräglinks geteilt, die Felder abwechselnd von Blau und Silber. Auf dem blau-silbern bewulsteten Helm mit blau-silbernen Helmdecken ein von Blau und Silber geteilter Flug in gewechselten Farben.